# Kopyly
Kopyly (Oekraïens: Копили, Russisch: Копылы) is een dorp in Oekraïne, in het rayon Poltava van de oblast Poltava. Het dorp heeft 2525 inwoners.